# Lott (Texas)
Lott es una ciudad ubicada en el condado de Falls en el estado estadounidense de Texas. En el Censo de 2010 tenía una población de 759 habitantes y una densidad poblacional de 286,18 personas por km².

## Geografía
Lott se encuentra ubicada en las coordenadas 31°12′23″N 97°2′1″O / 31.20639, -97.03361. Según la Oficina del Censo de los Estados Unidos, Lott tiene una superficie total de 2.65 km², de la cual 2.62 km² corresponden a tierra firme y (1.37%) 0.04 km² es agua.

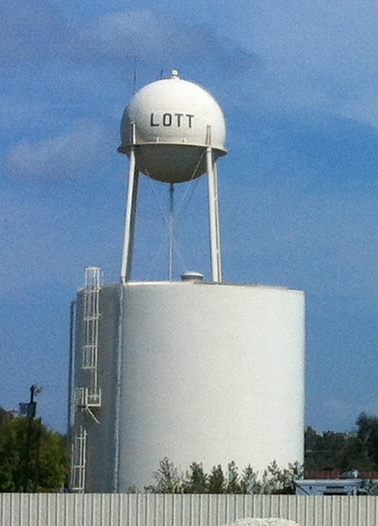

## Demografía
Según el censo de 2010, había 759 personas residiendo en Lott. La densidad de población era de 286,18 hab./km². De los 759 habitantes, Lott estaba compuesto por el 75.23% blancos, el 15.94% eran afroamericanos, el 0.53% eran amerindios, el 0.13% eran asiáticos, el 0% eran isleños del Pacífico, el 6.06% eran de otras razas y el 2.11% pertenecían a dos o más razas. Del total de la población el 16.86% eran hispanos o latinos de cualquier raza.